# 정민우 (2000년)
정민우(2000년 9월 27일 ~ )는 대한민국의 축구 선수로, 포지션은 공격수이다. 현재 K리그2 충북 청주 FC 소속이다.